# Paralogizm
Paralogizm (z gr. paralogismós od parálogos 'niespodziewany, nierozsądny' od para- 'obok' i logos 'mowa, słowo, wypowiedź') – błędne rozumowanie prowadzące do fałszywego wniosku. Jest to wnioskowanie niepoprawne, w którym błąd popełniono nieświadomie albo bez zamiaru wprowadzenia kogoś w błąd. Termin ten odnosi się przede wszystkim do błędnych sylogizmów. Od paralogizmu odróżnia się sofizmat, błąd rozumowania popełniony świadomie.